# Capocannoniere
Capocannoniere (flertal: capocannonieri) er en titel, som gives den der har scoret flest mål (topscorer) i en sæson i den italienske Serie A. Titlen holdes i på nuværende tidspunkt af Gonzalo Higuaín, som scorede 36 mål med Napoli 2015–16 sæsonen.
Den højeste målscorer i Seria A ligaen er 36 mål,opnået af Gino Rossetti for Torino i 1928–29 og Gonzalo Higuaín for Napoli i 2015–16. Ferenc Hirzer, Julio Libonatti og Gunnar Nordahl deler andenplads for denne rekord da de hver har scoret 35 mål for henholdsvis Juventus, Torino og A.C. Milan.
Gunnar Nordahl har med Milan vundet flest topscorer-titler (pluricapocannoniere), med fem succesfulde sæsoner i 1949–50, 1950–51, 1952–53, 1953–54 and 1954–55, mere end nogen anden spiller i historien af det Italienske mesterskab.
John Hansen (1951-52) og Harald Nielsen (1962-63 og 1963-64) er de eneste danskere der har opnået titlen af Capocannoniere.

## Vindere

### Serie A
| Sæson   | Spiller                                       | Nationalitet                 | Klub                         | Mål |
| ------- | --------------------------------------------- | ---------------------------- | ---------------------------- | --- |
| 1923–24 | Heinrich Schönfeld                            | Østrig                       | Torino                       | 22  |
| 1924–25 | Mario Magnozzi                                | Italien                      | Livorno                      | 19  |
| 1925–26 | Ferenc Hirzer                                 | Ungarn                       | Juventus                     | 35  |
| 1926–27 | Anton Powolny                                 | Østrig                       | Internazionale               | 22  |
| 1927–28 | Julio Libonatti                               | Argentina/ Italien           | Torino                       | 35  |
| 1928–29 | Gino Rossetti                                 | Italien                      | Torino                       | 36  |
| 1929–30 | Giuseppe Meazza                               | Italien                      | Ambrosiana-Inter             | 31  |
| 1930–31 | Rodolfo Volk                                  | Italien                      | Roma                         | 29  |
| 1931–32 | Angelo Schiavio Pedro Petrone                 | Italien Uruguay              | Bologna Fiorentina           | 25  |
| 1932–33 | Felice Borel                                  | Italien                      | Juventus                     | 29  |
| 1933–34 | Felice Borel                                  | Italien                      | Juventus                     | 31  |
| 1934–35 | Enrique Guaita                                | Argentina/ Italien           | Roma                         | 28  |
| 1935–36 | Giuseppe Meazza                               | Italien                      | Ambrosiana-Inter             | 25  |
| 1936–37 | Silvio Piola                                  | Italien                      | Lazio                        | 21  |
| 1937–38 | Giuseppe Meazza                               | Italien                      | Ambrosiana-Inter             | 20  |
| 1938–39 | Ettore Puricelli Aldo Boffi                   | Uruguay/ Italien             | Milan                        | 24  |
| 1940–41 | Ettore Puricelli                              | Uruguay/ Italien             | Bologna                      | 22  |
| 1941–42 | Aldo Boffi                                    | Italien                      | Milan                        | 22  |
| 1942–43 | Silvio Piola                                  | Italien                      | Lazio                        | 21  |
| 1943–45 | Ikke uddelt                                   | N/A                          | N/A                          | N/A |
| 1945–46 | Guglielmo Gabetto                             | Italien                      | Torino                       | 22  |
| 1946–47 | Valentino Mazzola                             | Italien                      | Torino                       | 29  |
| 1947–48 | Giampiero Boniperti                           | Italien                      | Juventus                     | 27  |
| 1948–49 | István Nyers                                  | Ungarn                       | Internazionale               | 26  |
| 1949–50 | Gunnar Nordahl                                | Sverige                      | Milan                        | 35  |
| 1950–51 | Gunnar Nordahl                                | Sverige                      | Milan                        | 34  |
| 1951–52 | John Hansen                                   | Danmark                      | Juventus                     | 30  |
| 1952–53 | Gunnar Nordahl                                | Sverige                      | Milan                        | 26  |
| 1953–54 | Gunnar Nordahl                                | Sverige                      | Milan                        | 23  |
| 1954–55 | Gunnar Nordahl                                | Sverige                      | Milan                        | 27  |
| 1955–56 | Gino Pivatelli                                | Italien                      | Bologna                      | 29  |
| 1956–57 | Dino da Costa                                 | Brasilien/ Italien           | Roma                         | 22  |
| 1957–58 | John Charles                                  | Wales                        | Juventus                     | 28  |
| 1958–59 | Antonio Valentín Angelillo                    | Argentina/ Italien           | Internazionale               | 33  |
| 1959–60 | Omar Sívori                                   | Argentina/ Italien           | Juventus                     | 28  |
| 1960–61 | Sergio Brighenti                              | Italien                      | Sampdoria                    | 27  |
| 1961–62 | José Altafini Aurelio Milani                  | Brasilien/ Italien · Italien | Milan Fiorentina             | 22  |
| 1962–63 | Harald Nielsen Pedro Manfredini               | Danmark Argentina            | Bologna Roma                 | 19  |
| 1963–64 | Harald Nielsen                                | Danmark                      | Bologna                      | 17  |
| 1964–65 | Sandro Mazzola Alberto Orlando                | Italien · Italien            | Internazionale Fiorentina    | 17  |
| 1965–66 | Luis Vinicio                                  | Brasilien                    | Vicenza                      | 25  |
| 1966–67 | Gigi Riva                                     | Italien                      | Cagliari                     | 18  |
| 1967–68 | Pierino Prati                                 | Italien                      | Milan                        | 15  |
| 1968–69 | Gigi Riva                                     | Italien                      | Cagliari                     | 21  |
| 1969–70 | Gigi Riva                                     | Italien                      | Cagliari                     | 21  |
| 1970–71 | Roberto Boninsegna                            | Italien                      | Internazionale               | 24  |
| 1971–72 | Roberto Boninsegna                            | Italien                      | Internazionale               | 22  |
| 1972–73 | Giuseppe Savoldi Paolino Pulici Gianni Rivera | Italien · Italien · Italien  | Bologna Torino Milan         | 17  |
| 1973–74 | Giorgio Chinaglia                             | Italien                      | Lazio                        | 24  |
| 1974–75 | Paolino Pulici                                | Italien                      | Torino                       | 18  |
| 1975–76 | Paolino Pulici                                | Italien                      | Torino                       | 21  |
| 1976–77 | Francesco Graziani                            | Italien                      | Torino                       | 21  |
| 1977–78 | Paolo Rossi                                   | Italien                      | Vicenza                      | 24  |
| 1978–79 | Bruno Giordano                                | Italien                      | Lazio                        | 19  |
| 1979–80 | Roberto Bettega                               | Italien                      | Juventus                     | 16  |
| 1980–81 | Roberto Pruzzo                                | Italien                      | Roma                         | 18  |
| 1981–82 | Roberto Pruzzo                                | Italien                      | Roma                         | 15  |
| 1982–83 | Michel Platini                                | Frankrig                     | Juventus                     | 16  |
| 1983–84 | Michel Platini                                | Frankrig                     | Juventus                     | 20  |
| 1984–85 | Michel Platini                                | Frankrig                     | Juventus                     | 18  |
| 1985–86 | Roberto Pruzzo                                | Italien                      | Roma                         | 19  |
| 1986–87 | Pietro Paolo Virdis                           | Italien                      | Milan                        | 17  |
| 1987–88 | Diego Maradona                                | Argentina                    | Napoli                       | 15  |
| 1988–89 | Aldo Serena                                   | Italien                      | Internazionale               | 22  |
| 1989–90 | Marco van Basten                              | Holland                      | Milan                        | 19  |
| 1990–91 | Gianluca Vialli                               | Italien                      | Sampdoria                    | 19  |
| 1991–92 | Marco van Basten                              | Holland                      | Milan                        | 25  |
| 1992–93 | Giuseppe Signori                              | Italien                      | Lazio                        | 26  |
| 1993–94 | Giuseppe Signori                              | Italien                      | Lazio                        | 23  |
| 1994–95 | Gabriel Batistuta                             | Argentina                    | Fiorentina                   | 26  |
| 1995–96 | Igor Protti Giuseppe Signori                  | Italien · Italien            | Bari Lazio                   | 24  |
| 1996–97 | Filippo Inzaghi                               | Italien                      | Atalanta                     | 24  |
| 1997–98 | Oliver Bierhoff                               | Tyskland                     | Udinese                      | 27  |
| 1998–99 | Márcio Amoroso                                | Brasilien                    | Udinese                      | 22  |
| 1999–00 | Andriy Shevchenko                             | Ukraine                      | Milan                        | 24  |
| 2000–01 | Hernán Crespo                                 | Argentina                    | Lazio                        | 26  |
| 2001–02 | David Trezeguet Dario Hübner                  | Frankrig · Italien           | Juventus Piacenza            | 24  |
| 2002–03 | Christian Vieri                               | Italien                      | Internazionale               | 24  |
| 2003–04 | Andriy Shevchenko                             | Ukraine                      | Milan                        | 24  |
| 2004–05 | Cristiano Lucarelli                           | Italien                      | Livorno                      | 24  |
| 2005–06 | Luca Toni                                     | Italien                      | Fiorentina                   | 31  |
| 2006–07 | Francesco Totti                               | Italien                      | Roma                         | 26  |
| 2007–08 | Alessandro Del Piero                          | Italien                      | Juventus                     | 21  |
| 2008–09 | Zlatan Ibrahimović                            | Sverige                      | Internazionale               | 25  |
| 2009–10 | Antonio Di Natale                             | Italien                      | Udinese                      | 29  |
| 2010–11 | Antonio Di Natale                             | Italien                      | Udinese                      | 28  |
| 2011–12 | Zlatan Ibrahimović                            | Sverige                      | Milan                        | 28  |
| 2012–13 | Edinson Cavani                                | Uruguay                      | Napoli                       | 29  |
| 2013–14 | Ciro Immobile                                 | Italien                      | Torino                       | 22  |
| 2014–15 | Luca Toni Mauro Icardi                        | Italien · Argentina          | Hellas Verona Internazionale | 22  |
| 2015–16 | Gonzalo Higuaín                               | Argentina                    | Napoli                       | 36  |

### Per spiller
| Rank | Spiller          | Klub           | Land     | Titler | Sæsoner                                     |
| ---- | ---------------- | -------------- | -------- | ------ | ------------------------------------------- |
| 1    | Gunnar Nordahl   | Milan          | Sverige  | 5      | 1949–50, 1950–51, 1952–53, 1953–54, 1954–55 |
| 2    | Giuseppe Meazza  | Internazionale | Italien  | 3      | 1929–30, 1935–36, 1937–38                   |
| 2    | Aldo Boffi       | Milan          | Italien  | 3      | 1938–39, 1939–40, 1941–42                   |
| 2    | Gigi Riva        | Cagliari       | Italien  | 3      | 1966–67, 1968–69, 1969–70                   |
| 2    | Paolo Pulici     | Torino         | Italien  | 3      | 1972–73, 1974–75, 1975–76                   |
| 2    | Roberto Pruzzo   | Roma           | Italien  | 3      | 1980–81, 1981–82, 1985–86                   |
| 2    | Michel Platini   | Juventus       | Frankrig | 3      | 1982–83, 1983–84, 1984–85                   |
| 2    | Giuseppe Signori | Lazio          | Italien  | 3      | 1992–93, 1993–94, 1995–96                   |

### Per klub
| Rank | Klub           | Titler |
| ---- | -------------- | ------ |
| 1    | Milan          | 17     |
| 2    | Internazionale | 13     |
| -    | Juventus       | 13     |
| 3    | Torino         | 10     |
| 4    | Roma           | 8      |
| -    | Lazio          | 8      |
| 5    | Bologna        | 7      |
| 6    | Fiorentina     | 5      |
| 7    | Udinese        | 4      |
| 8    | Cagliari       | 3      |
| -    | Napoli         | 3      |
| 10   | Sampdoria      | 2      |
| -    | Vicenza        | 2      |
| 10   | Atalanta       | 1      |
| -    | Bari           | 1      |
| -    | Livorno        | 1      |
| -    | Piacenza       | 1      |
| -    | Hellas Verona  | 1      |

### Per land
| Land      | Spiller |
| --------- | ------- |
| Italien   | 63      |
| Argentina | 9       |
| Sverige   | 7       |
| Brasilien | 4       |
| Frankrig  | 4       |
| Uruguay   | 4       |
| Danmark   | 3       |
| Holland   | 2       |
| Ungarn    | 2       |
| Ukraine   | 2       |
| Tyskland  | 1       |
| Wales     | 1       |
| Ungarn    | 1       |